# Edward McLaughlin
Edward F. McLaughlin, Jr (* 18. August 1921 in Cape Cod; † 21. Januar 2005) war ein US-amerikanischer Politiker (Demokraten).
McLaughlin diente während des Zweiten Weltkrieges in der gleichen Schnellbooteinheit wie John F. Kennedy, mit dem er seit dieser Zeit befreundet war. Er war von 1961 bis 1963 unter dem republikanischen Gouverneur John A. Volpe der 60. Vizegouverneur von Massachusetts. Sein Nachfolger wurde Francis X. Bellotti. Nach seiner Zeit als Politiker arbeitete er als Anwalt für verschiedene Kanzleien in Cape Cod.